# Xavier Marmier
Xavier Marmier, född 22 juni 1808 i Pontarlier, död 11 oktober 1892 i Paris, var en fransk författare, översättare och resenär som gjorde stora insatser för att göra skandinavisk litteratur känd i Frankrike. Han var ledamot av Franska Akademien.
Marmier inledde sin yrkeskarriär som bibliotekarie i Besançon, men gav sig snart ut på flera resor i Nordeuropa. År 1836 deltog han i en forskningsresa till Island ombord på korvetten La Recherche. Därefter reste han runt i Danmark, Sverige och Norge för att studera skandinavisk litteratur, historia och kultur. År 1838 befann sig Marmier i Stockholm och blev då tillfrågad om att följa med på en ny expedition, denna gång till Nordnorge (Rechercheexpeditionen). Marmier begav sig till Trondheim för att möta La Recherche, men deltog därefter inte i någon större utsträckning i själva expeditionen. Han valde att resa upp till Nordkap med kustbåten, som gick inomskärs och lät honom se mer av Norge, och besökte bland annat Havøysund och Kvaløya. Därefter sammanstrålade han med expeditionen igen och följde med den grupp som under ledning av Lars Levi Læstadius korsade Finnmarksvidda. Från Læstadius hemort Karesuando, där Marmier bland andra träffade diktaren Anders Fjellner, fortsatte han söderut genom Sverige till Danmark och Tyskland, innan han återvände hem till Frankrike.
Året därpå, 1839, engagerades Xavier Marmier återigen i Rechercheexpeditionen. Denna gång var han ombord redan när fartyget lade ut från Le Havre och deltog därefter mer aktivt än året innan. Han följde med till Färöarna och därefter till Spetsbergen. Efter att ha gått i land i Nordnorge företog Marmier återigen den långa landresan över Finnmarksvidda till Karesuando.
Xavier Marmier författade en utförlig och målande skildring av sina resor i Nordeuropa, kallad Lettres sur le Nord, som utkom 1840 (utgiven på nynorska under titeln Brev nordfrå).
Bibliotekarien Uno Willers har skrivit om Xavier Marmier och Sverige.